# Екзистенциална криза
Екзистенциалната криза или още кризата на съществуването е стадий на развитието, в който индивидът поставя под въпрос самите основи на живота си: дали животът има някакъв смисъл, цел или ценност; дали родителите, учителите и тези, които обича, наистина действат в негов интерес; дали ценностите, които е научил, имат някаква стойност; дали религиозното му възпитание се корени или не в реалността.
В този период хората често са тъжни без особени лични причини и критични към себе си и околните. Често избухват емоциите, сдържани в тях, но с разговори с близки хора се преминава през това.
Използването на думата „екзистенциален“ в термина „екзистенциална криза“ не се свързва секзистенциализъм, а по-скоро със „съществуване“ (на английски език existential). Все пак известни поддръжници на екзистенциализма и свързаните философски движения често дискутират екзистенциалната криза.